# Festival
|  | Per a altres significats, vegeu «Festival (TTS)». |

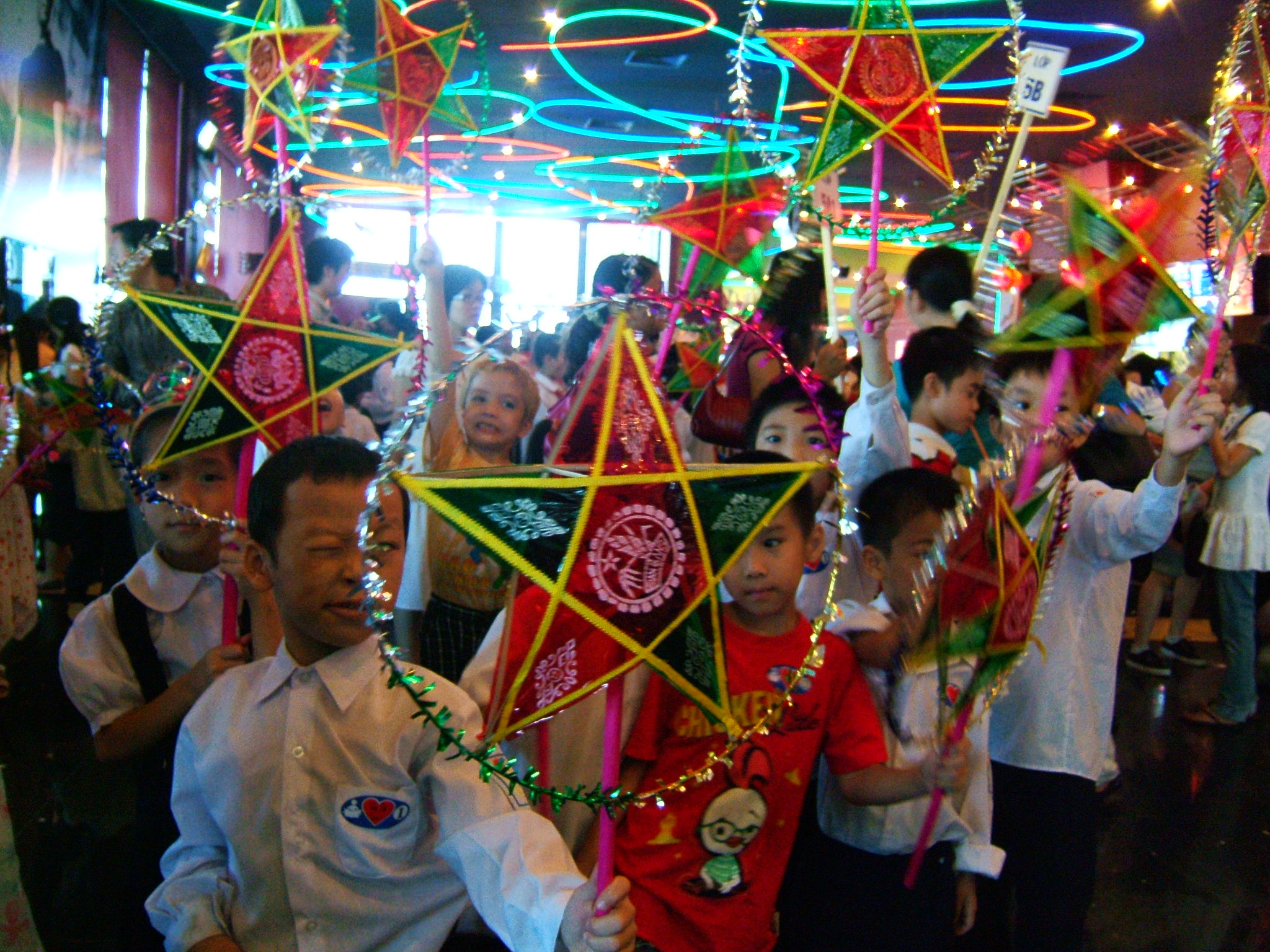
Nens vietnamites celebrant el Festival de la Lluna amb la tradicional processó de llanternes.

Un festival és un esdeveniment, celebració, o conjunt de manifestacions artístiques, culturals, o esportives, organitzat generalment per una comunitat local o municipi, i que sol tenir caràcter periòdic.

## Festivals de música
Categoria principal: Festivals de música
Música clàssica
- Festival de Salzburg (Àustria)
- Festival Castell de Peralada (Alt Empordà)
- Festival Castell de Santa Florentina (Canet de Mar, Maresme)

Òpera
- Festival de Glyndebourne (Anglaterra)
- Bayreuth (Alemanya)
- Festival d'Ais de Provença (França)

Jazz
- Festival de Jazz Terrassa
- Festival de Jazz de Barcelona

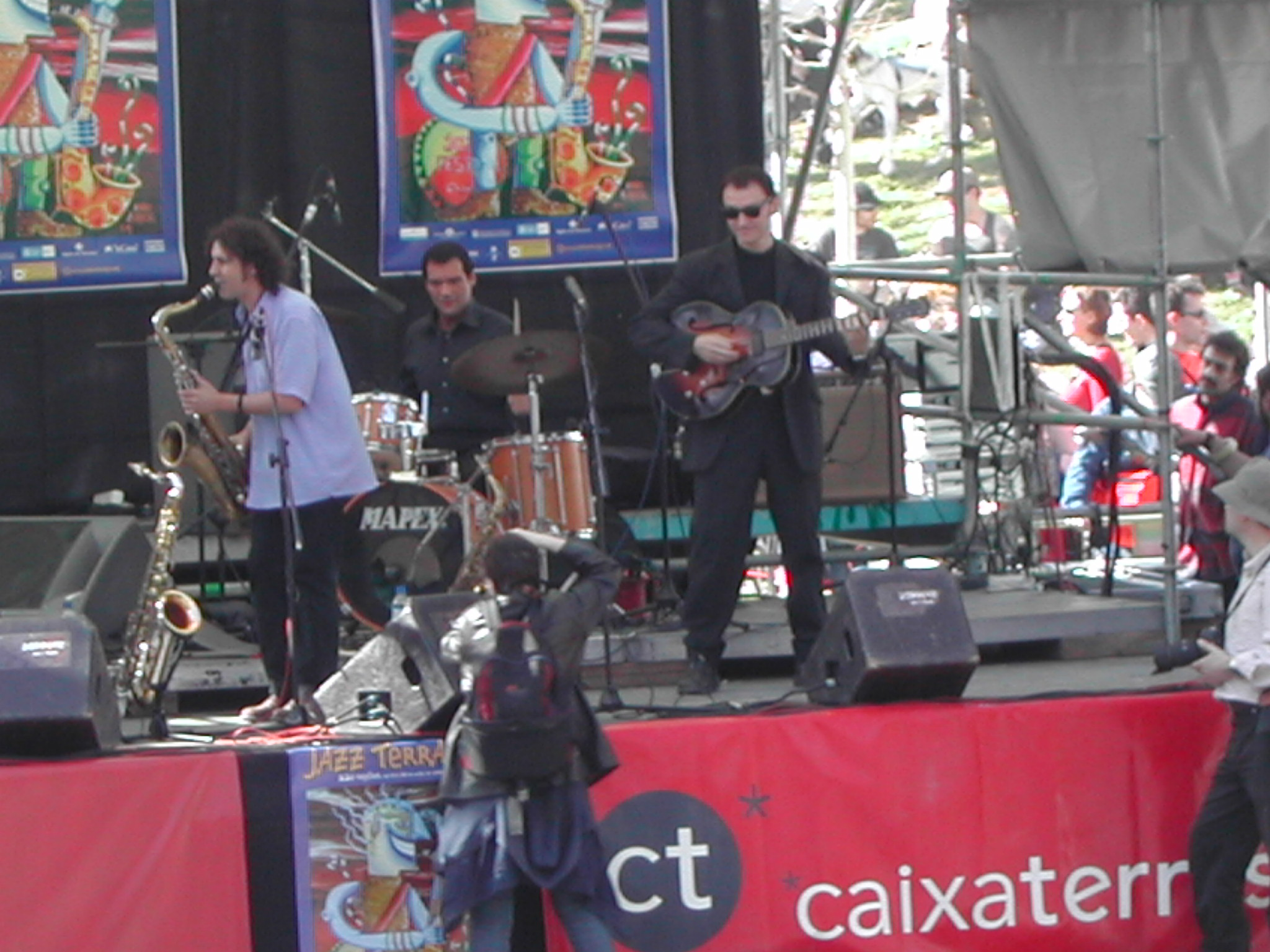
Actuació Festival de Jazz Terrassa el 2003.

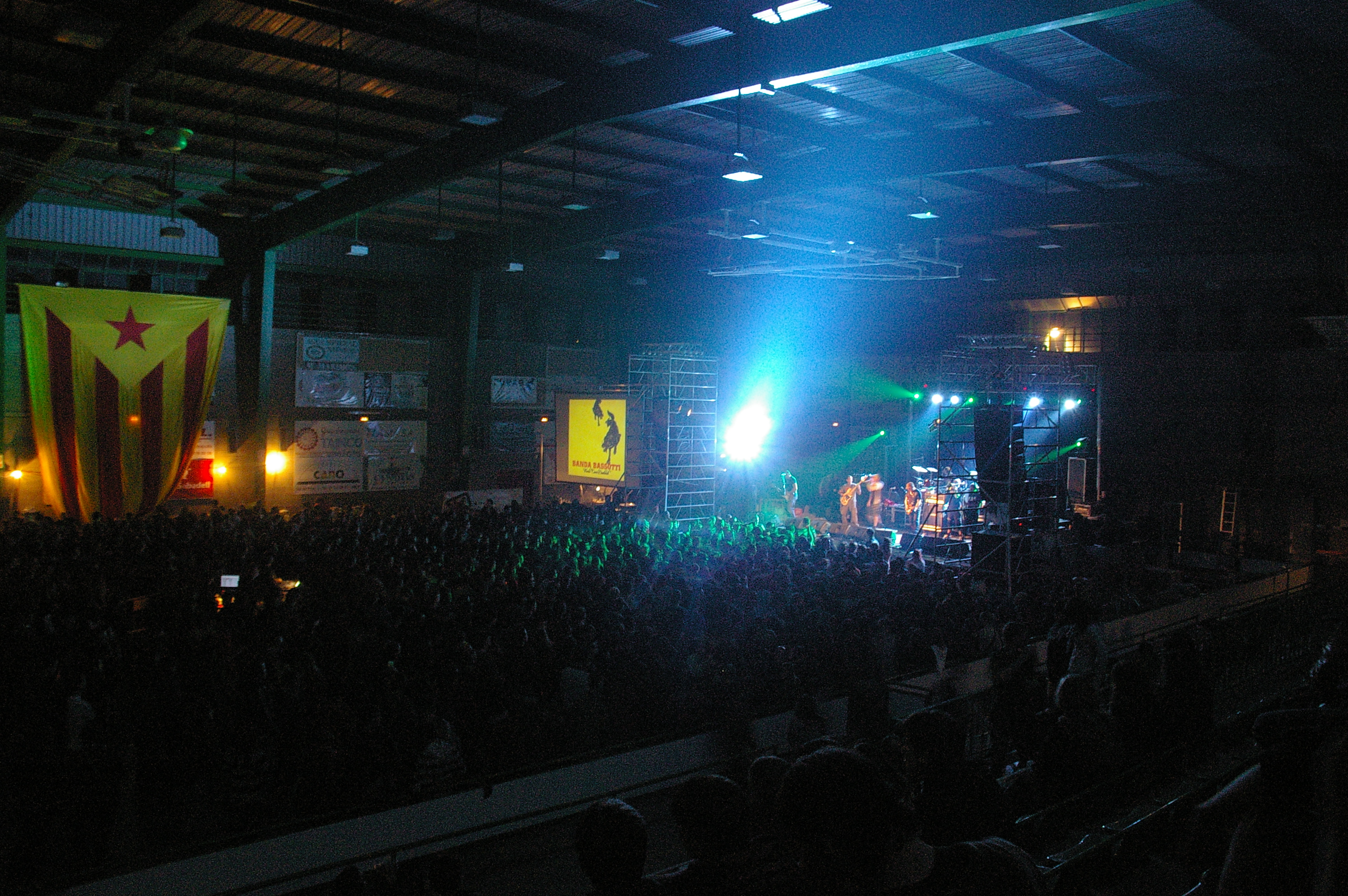
Obrint Pas actuant al Castanyada Rock de Piera el 2007.

- Festival Internacional de Dixieland de Tarragona
- Festival de Jazz de Figueres

Blues
- Festival Internacional de Blues de Cerdanyola

Música tradicional
- Festival Internacional de Música Popular Tradicional de Vilanova i la Geltrú
- Solc, Música i Tradició al Lluçanès

Música rock
- Festival de Woodstock (Nova York)
- Rock in Rio (Rio de Janeiro)
- Castanyada Rock (Piera, l'Anoia)
- Festival Viña Rock (Villarrobledo, Albacete)

Música electrònica
- Sónar, a Barcelona
- Festival Internacional de Benicàssim

Música pop
- Primavera Sound, a Barcelona
- Summercase, a Barcelona i Madrid

Altres
- Mercat de Música Viva de Vic
- Festival del Mil·lenni
- Festival d'Eurovisió

## Festivals de cinema
Categoria principal: Festivals de cinema
- Festival Internacional de Cinema de Catalunya
- Festival Internacional de Cinema de Canes
- Festival Internacional de Cinema de Berlín
- Festival Internacional de Cinema de Sant Sebastià
- Festival Internacional de Cinema de Venècia
- Festival de Cinema de Sundance
- Festival de Cinema de l'Alfàs del Pi
- Festival Inquiet
- Festival Curt.doc

## Festivals de fotografia
Categoria principal: Festivals de Fotografia
- Rencontres d'Arles
- Visa pour l'Image
- Revela-T

## Festivals de teatre
Categoria principal: Festivals de teatre
- Festival Grec de Barcelona
- FiraTàrrega
- Festival Lola d'Esparreguera

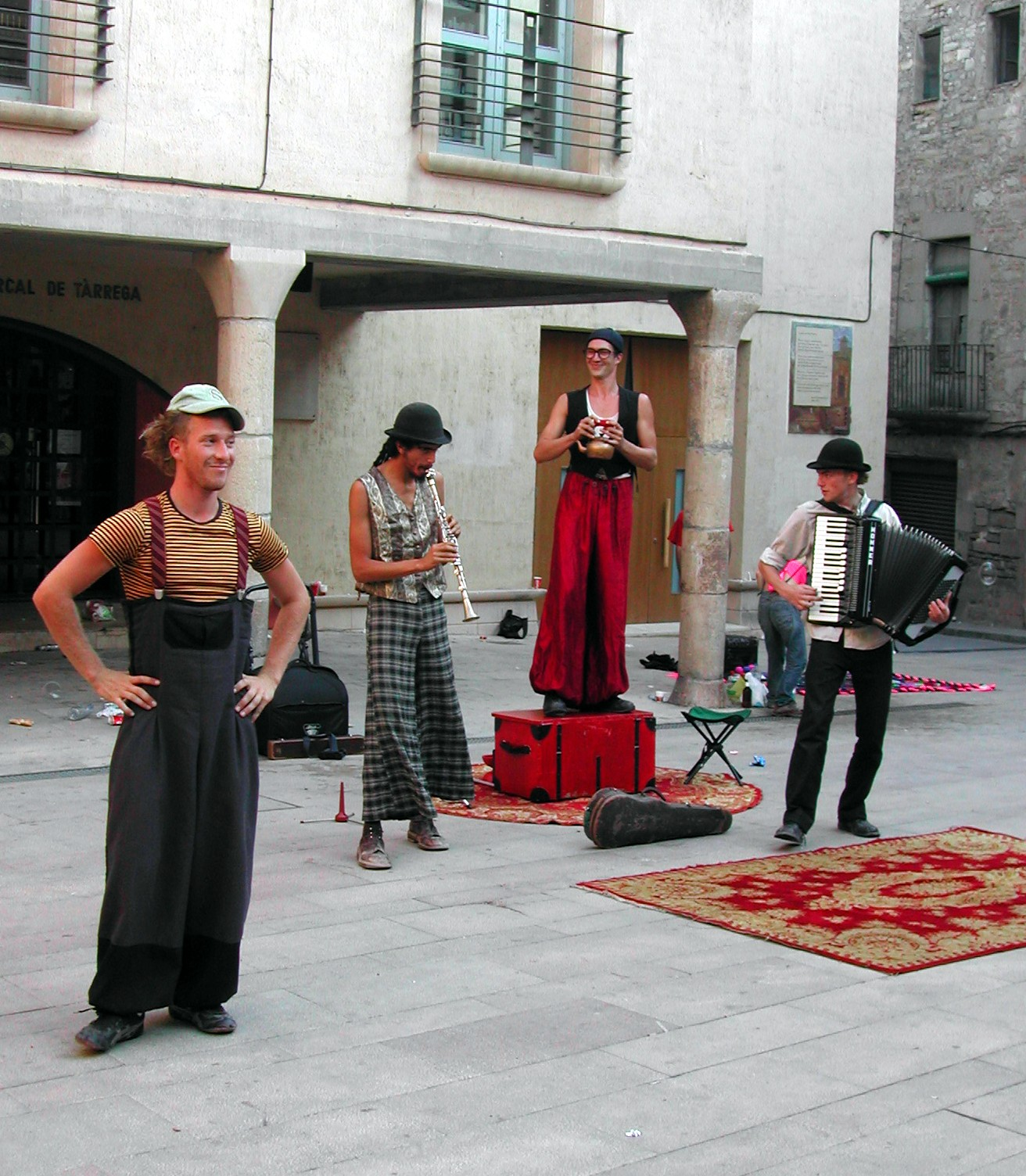
Comediants a la Fira de Teatre al Carrer de Tàrrega, el 2006.

- Fira de Teatre de Titelles de Lleida
- Festival Shakespeare de Santa Susanna (Maresme)
- Temporada Alta - Festival de Tardor de Catalunya, a Girona i Salt (Gironès)
- Fira de Teatre de Manacor (Mallorca)
- Festival de Mèrida (Badajoz)
- Festival d'Edimburg (Escòcia)

## Altres festivals
- Fira Mediterrània de Manresa: espectacles
- Festival de Circ Trapezi, a Reus
- Festival Barcino, a Barcelona